# Chu Feng B.E.E
Chu Feng B.E.E  connue également sous le nom anglais de School Shock (chinois simplifié : 雏蜂 ; chinois traditionnel : 雛蜂 ; pinyin : Chú Fēng ; cantonais Jyutping : Co1 Fung1), 雛蜂 (Hinabachi), également stylisé 雛蜂-B.E.E-, est un manhua et une série animée chinoise d'action et de science-fiction basé sur l’œuvre de Yaoqi, Jeune abeille.
La bande dessinée Chu Feng B.E.E dont l'auteur est Sun Heng est publié depuis 2009 en chinois simplifié par un éditeur de Jilin et en chinois traditionnel par un éditeur de Hong Kong. En date d'octobre 2020, elle compte 336 chapitres et 4 volumes brochés sont publiés.
La série animée produite la société Haoliners Animation League est diffusée en Chine à partir du 23 juillet 2015 et au Japon le 15 août 2015. Il s'agit de la première série diffusée simultanément en Mandarin standard et en japonais. Des critiques japonais l'on décrite comme une série japonaise produite en Chine avec des éléments chinois,. Comprenant 6 épisodes de 17 minutes, elle laisse une fin ouverte. Une suite est annoncée en 2020.

## Synopsis
En 20XX dans le manga et 2017 dans l’animé, un groupe de scientifiques réalise une percée remarquable dans la bio-ingénierie. On utilise les nanomachines pour transformer des humains en armes vivantes connues sous le nom de Vanguard, cependant, l'utilisation de ces nanomachines diminue considérablement la vie de ces personnes.
En 2017 dans le manga et 2030 dans l'animé, un centre commercial dans une ville chinoise est pris d'assaut par des terroristes très lourdement armés. Un collégien de 17 ans, Sun Hao Ken, est pris en otage. Alors qu'il était sur le point d'être exécuté, une de ces armes vivantes qui n'a plus qu'un an à vivre, une fille nommée Ruri Hinabachi (dans la version japonaise) avec des antennes sur la tête et équipée d'un appareil lui permettant de voler en forme d'abeille, le sauve, tue le groupe de terroristes et met hors de combat leur chef, qui était de la première génération de ces armes.
Elle est ensuite transférée à l’école de Ken avec pour mission de le protéger, ce qui est une nouveauté pour elle qui ne sait que combattre.